# Кимбл (округ)
Округ Кимбл (англ. Kimble county) — округ штата Техас Соединённых Штатов Америки. На 2000 год в нём проживало 4468 человек. По оценке бюро переписи населения США в 2009 году население округа составляло 4539 человек. Окружным центром является город Джанкшен.

## История
Округ Кимбл был сформирован в 1858 году. Он был назван в честь Джорджа Кимбла, одного из защитников миссии Аламо.

## География
По данным бюро переписи населения США площадь округа Кимбл составляет 3240 км², из которых 3239 км² — суша, а 1 км² — водная поверхность (0,02 %).

### Основные шоссе
- Межштатная автомагистраль I-10
- Шоссе 83
- Шоссе 290
- Шоссе 377

### Соседние округа
- Менард (север)
- Мейсон (северо-восток)
- Гиллеспи (восток)
- Керр (юго-восток)
- Эдуардс (юго-запад)
- Саттон (запад)